# Ceanothus otayensis
Ceanothus otayensis är en brakvedsväxtart som beskrevs av Mcminn. Ceanothus otayensis ingår i släktet Ceanothus och familjen brakvedsväxter. Inga underarter finns listade i Catalogue of Life.